# Lygodactylus madagascariensis
Lygodactylus madagascariensis är en ödleart som beskrevs av  Oskar Boettger 1881. Lygodactylus madagascariensis ingår i släktet Lygodactylus och familjen geckoödlor. IUCN kategoriserar arten globalt som sårbar.

## Underarter
Arten delas in i följande underarter:
- L. m. madagascariensis
- L. m. petteri